# Wólka Kosowska
Wólka Kosowska – wieś w Polsce położona w województwie mazowieckim, w powiecie piaseczyńskim, w gminie Lesznowola.
W skład sołectwa Wólka Kosowska wchodzi także wieś Kosów.
W latach 1975–1998 miejscowość administracyjnie należała do województwa warszawskiego.
W miejscowości znajduje się centrum logistyczne firmy United Parcel Service (UPS) oraz centrum handlu hurtowego.

## Wspólnoty wyznaniowe

### Kościół rzymskokatolicki
6 czerwca 2003 ks. kardynał Józef Glemp konsekrował w Wólce Kosowskiej kościół pw. św. Franciszka i Hiacynty. Jest on filią parafii Św. Michała Archanioła w Młochowie obsługiwanej przez księży michalitów.  

### Kościół Chrześcijan Baptystów
Na terenie centrum handlowego przy ul. M. Świątkiewicz 50 działa chińskojęzyczny (język mandaryński) zbór Kościoła Chrześcijan Baptystów.

## Pożary
- 22 sierpnia 2009 – we wczesnych godzinach porannych w centrum handlowym firmy EACC wybuchł pożar[9], w wyniku którego doszczętnie spłonęła jedna z hal. Pożar gasiło 25 jednostek strażackich – w sumie około 100 strażaków.

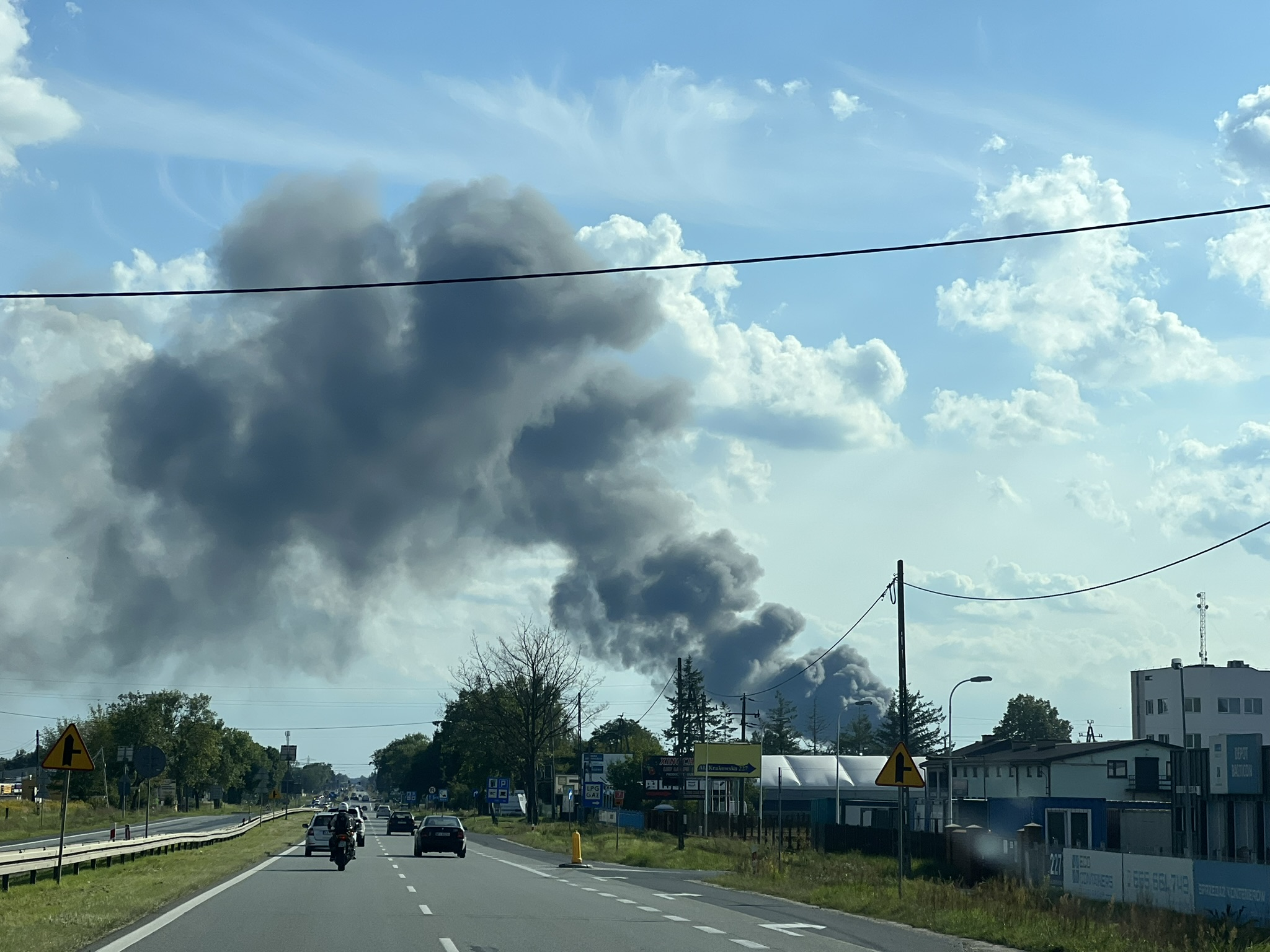
Pożar w 2023 widziany od strony al. Krakowskiej.

- 10 maja 2011 – około południa wybuchł pożar w hali magazynowej. Pożar gasiły 34 jednostki straży pożarnej.
- 26 sierpnia 2012 – wybuchł pożar w kupieckiej hali nieopodal ulicy Nadrzecznej. W akcji gaśniczej brały udział 34 jednostki straży pożarnej.
- 2 września 2023 – po południu wybuchł pożar w hali magazynowej. Pożar gasiło 60 zastępów straży pożarnej, cztery specjalistyczne drabiny, dwa drony z kamerami termowizyjnymi oraz specjalnie wyposażony pojazd do badania jakości powietrza. Spłonęło około 6 tys. m²[10].

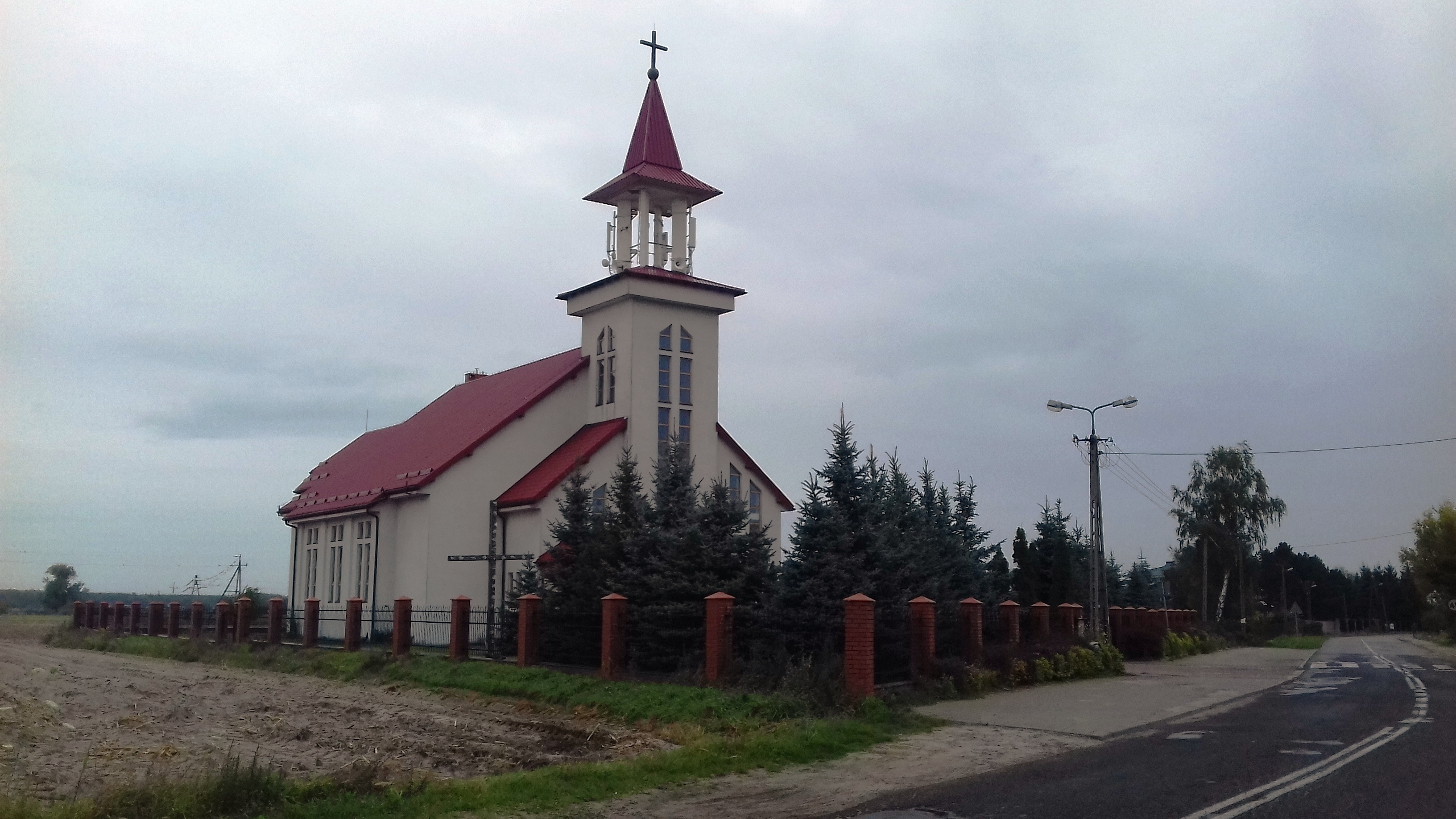
Kościół św. Franciszka i Hiacynty.